# Randament
Raportul adimensional dintre lucrul mecanic util și lucrul mecanic consumat se numește randament.
Prin randament se înțelege, în fizică și inginerie, un raport subunitar a două mărimi fizice scalare conservative (putere, energie, masă, sarcină electrică) care măsoară cât dintr-o anumită mărime a fost folosită util.
Matematic, randamentul se notează cu litera eta din greaca veche fiind dat de următorul raport, în care prin util se înțelege „beneficiul” obținut, iar prin consumat se înțelege „costul” cu care se obține respectivul beneficiu.
{\displaystyle \eta \equiv {\frac {\mathrm {util} }{\mathrm {consumat} }}\equiv {\frac {\mathrm {beneficiu} }{\mathrm {cost} }}}
Datorită principiului conservării tuturor formelor energetice, randamentul unui sistem închis este întotdeauna un număr subunitar, doar ideal putând lua valoarea 1.
Randamentul este adimensional și se poate exprima în procente, de obicei fără zecimale.